# 국제뇌교육종합대학원대학교
국제뇌교육종합대학원대학교(University of Brain Education)는 대한민국 충청남도 천안시 동남구 목천읍 지산리에 있는 사립 대학원대학이다.
2003년 개교시부터 사람의 뇌가 지닌 무한한 가능성과 가치에 중심을 두고 두뇌활용 및 훈련분야 융복합연구 전문기관으로 차별화된 교육 및 연구를 진행해왔으며, 두뇌훈련 분야 유일한 국가공인 자격증인 브레인트레이너의 자격발급기관이다. 
대한민국 정신문화자산인 "홍익인간 이화세계"를 건학이념으로 지속적인 연구를 통해, 세계 최초로 뇌교육학과 지구경영학을 학문적으로 정립하여 세계화하고 있다. 한국연구재단의 KCI등재지인 '선도문화'와 '인성교육연구 그리고 일반학술지로 '뇌교육연구'를 연2회 발간하며 각 분야의 독보적인 학술지로 인정받고 있다. 
뇌교육학과, 상담심리학과, 국학과, 지구경영학과, 동양학과, 통합헬스케어학과, 융합생명과학과를 운영하며 지구경영을 목표로 인류와 지구에 공헌하는 글로벌인재를 양성하고 있다. 

## 역사
- 2003년 국제평화대학원대학교 개교
- 2008년 국제뇌교육종합대학원대학교 개칭